# Damalis floresana
Damalis floresana är en tvåvingeart som först beskrevs av Frey 1934.  Damalis floresana ingår i släktet Damalis och familjen rovflugor. Inga underarter finns listade i Catalogue of Life.